# Херман I фон Ортенбург
Херман I фон Ортенбург (на немски: Hermann I von Ortenburg; † 19 май 1265) е граф на Ортенбург.

## Биография
Той е син на граф Ото II фон Ортенбург († сл. 1197 в кръстоносен поход в Палестина) и съпругата му Бригита фон Ортенбург († 1192/1197), дъщеря на граф Рапото I фон Ортенбург († 1190) и Елизабет фон Зулцбах († 1206). Внук е на граф Ото I фон Ортенбург († 1147) и Агнес фон Ауершперг († 1178). Брат е на Улрих фон Ортенбург († 1253), епископ на Гурк в Каринтия, на граф Хайнрих II фон Ортенбург († сл. 1218) и на Ото III Ортенбург († сл. 1239).

## Фамилия
Първи брак: на 28 януари 1239 г. се жени за Елизабет фон Хойнбург († пр. 1254), дъщеря на граф Геро II фон Хойнбург († ок. 1220) и Елизабет фон Ортенберг († сл. 1240), която е сестра на майка му Бригида/Бригита. Те имат 11 деца:
- деца фон Ортенбург (* пр. 1239)
- Ото фон Ортенбург († сл. 18 юни 1256), провост на „Св. Якоб“ в Бамберг
- Херман фон Ортенбург
- Фридрих I фон Ортенбург († сл. 28 март 1304), граф на Ортенбург-Каринтия, женен I. за Аделхайд фон Горица/Гьорц († 1291), дъщеря на граф Майнхард I († 1258) и Аделхайд фон Тирол († 1279), II. за жена с неизвестно име

- Елизабет фон Ортенбург († сл. 20 април 1288), омъжена за граф Вюлфлинг фон Щубенберг († сл. 1278)
- Хайнрих II/III фон Ортенбург († сл. 6 декември 1270), граф на Ортенбург
- Улрих фон Ортенбург († сл. 15 юли 1268), каноник в Залцбург
- дъщеря фон Ортенбург, омъжена за Попо фон Пегау († сл. 1250)
- дъщеря, омъжена за Конрад фон Ауершперг († пр. 9 май 1248)
- дъщеря, омъжена за Улрих II фон Тауферс († 8 февруари/7 юни 1293)
- Агнес фон Ортенбург († сл. 30 април 1298), омъжена за фогт Фридрих фон Мерш

Втори брак: през 1254 г. се жени за графиня Еуфемия фон Плайн-Хардег († сл. 1 май 1292), дъщеря на граф Конрад I фон Плайн и Хардег († 1250) и Берта († 1247). Те имат една дъщеря:
- Еуфемия фон Ортенбург († сл. 1 февруари 1304), сгодена на 18 юни 1256, омъжена 1262, или на 29 май 1275 г. за граф Алберт I фон Горица-Тирол († 1 април 1304), син на граф на граф Майнхард I фон Тирол (Майнхард III граф фон Горица; † 1258) и Аделхайд фон Тирол († 1279)